# 第八世噶瑪巴·米覺多傑
弥觉多吉（藏語：མི་བསྐྱོད་རྡོ་རྗེ་，威利转写：mi bskyod rdo rje，1507年—1554年），又譯密覺多傑，或譯冒覺巴(Migyö Dojê)，俗名却吉扎巴贝桑波，藏传佛教噶玛噶举派的第八世噶玛巴。

## 生平
米覺多傑出生于康区叶垄噶迪普巴当（今西藏昌都），5岁（1511年）被认定为七世噶玛巴的转世灵童。1512年，入粗卜寺，受菩薩戒。1514年，迎入绛曲林寺。1516年在木天王邀请下前往云南丽江，受僧众欢迎。同年受沙弥戒。后返回绛曲林寺。1519年曾奉召进京，然而未能成行。1528年受比丘戒。1537年至粗卜寺调停卫藏纠纷。1554年在山南雅垅地方去世，享年48岁。

## 著作
米覺多傑留有許多佛學著作，中觀，阿毘達摩論，百段引導文...等。是目前尚存數量最多的噶瑪巴著作。
注釋了《毘奈耶經》、《般若經》、《阿毘達摩論》、《中觀》等，和關於大手印的作品。他為噶瑪噶舉傳承寫了很多部修法儀軌和祈請文。

## 名言
「若修成佛難致信，信仰成佛我不疑。」